# Wim Rijsbergen
Wilhelmus "Wim" Gerardus Rijsbergen (Leiden, Holanda del Sud, 18 de gener de 1952) és un exfutbolista neerlandès, i actual entrenador de futbol.